# Vitalij Sjkurlatov
Vitalij Sjkurlatov, född den 25 maj 1979, är en rysk friidrottare som tävlar i längdhopp.
Sjkurlatovs genombrott kom när han blev trea vid inomhus-EM 2000 efter ett hopp på 8,10. Han var även i final vid inomhus-VM 2001 då han slutade åtta. Utomhus var hans första mästerskapsfinal VM-finalen i Edmonton 2001 då han blev tolva efter att ha hoppat 7,61.
Vid inomhus-VM 2004 blev han åter bronsmedaljör denna gång efter att ha hoppat 8,28 meter. Senare samma år var han i final vid Olympiska sommarspelen i Aten där han slutade nia med ett hopp på 8,04. 
Hans senaste mästerskapsfinal var VM-finalen 2005 i Helsingfors då han slutade tia efter ett hopp på 7,88.

## Personliga rekord
- Längdhopp - 8,23 meter (inomhus 8,38 meter)